# Полевали-Мандар
Полевали-Мандар (индон. Polewali Mandar) — округ в провинции Западный Сулавеси, Индонезия. Административный центр — населённый пункт Полевали, расположенный на берегу Мандарского залива. Население — 396 120 чел. (2010) и 478 534 чел. (2020).
Округ находится на юго-западе острова Сулавеси. Граничит с округами Мамаса на севере, Маджене на западе и Пинранг (Южный Сулавеси) на востоке. Климат влажный тропический. Среднегодовая температура в регионе составляет 24 °C. Самый жаркий месяц — сентябрь, когда средняя температура составляет 25 °C, а самый холодный — июль, 22 °C. Среднегодовое количество осадков составляет 2 174 миллиметра. Самый дождливый месяц — апрель, в среднем 339 мм осадков, а самый сухой — сентябрь, 59 мм осадков.
Общая площадь, занимаемая округом — 2 074,76 км². В округе проживает несколько этнических групп: мандар, бугисы, яванцы и тораджи. Мандар — коренная этническая группа, составляющая большинство населения.
Округ известен как место происхождения лодки типа сандек, приводимой в движение парусами или веслами.
В округе довольно плодородные почвы, преобладают плантации риса, какао и кокосовых пальм. Рельеф преимущественно гористый.